# Рей, Пьер
Пьер Рей (27 апреля 1930 — 22 июля 2006, Париж) — французский писатель, журналист.
В 1972 году издал свой первый роман «Грек» основанный на событиях из жизни Аристотеля Онассиса, немедленно ставший бестселлером.
В последующем написал ещё несколько романов:
- La Veuve (1976)
- Out (1977)
- Palm Beach (1979)
- Sunset (1988)
- Bleu ritz (1990)
- Liouba (1992)
- Le rocher (1995)
- Le désir (1999)
- L’ombre du paradis (2001)
- L’oncle (2002).